# Nora Buschmann
Nora Buschmann (* 1969 in Berlin) ist eine deutsche Gitarristin und Dozentin.

## Künstlerischer Werdegang
Neben dem Studium der Gitarre an der Musikhochschule Weimar und der Musikhochschule Köln bei Hubert Käppel (Gitarrist) besuchte sie Meisterkurse u. a. bei David Russell, Manuel Barrueco, Oscar Ghiglia und Thomas Müller-Pering.
Als Stipendiatin des Deutschen Musikrats wurde Nora Buschmann zu zahlreichen Solokonzerten und Auftritten mit Orchester in Deutschland (u. a. Frankfurter Oper, Nürnberger Oper, Beethoven-Haus Bonn, NDR-Funkhaus Hannover) verpflichtet und machte Einspielungen beim Norddeutschen und beim Bayerischen Rundfunk.
Während eines vierjährigen Aufenthaltes in Griechenland wandte sie sich verstärkt der Lehrtätigkeit und der Kammermusik zu und befasste sich intensiv mit traditioneller griechischer Musik und mit Byzantinischem Gesang.
Regelmäßig wird Nora Buschmann als Solistin und als Dozentin zu bedeutenden internationalen Gitarrenfestivals eingeladen – so nach Iserlohn und Bielefeld (Deutschland); Esztergom (Ungarn); Istanbul, Adana und Karaburun (Türkei); Thessaloniki und Afitos (Griechenland); Sinaia (Rumänien). Mehrfach war sie Gast des Goethe-Instituts und des Instituts für Auslandsbeziehungen (ifa). Konzertreisen führten sie nach Polen, Russland, Spanien, in die Schweiz, die Ukraine nach Argentinien und Brasilien.

## Preise und Auszeichnungen
Nora Buschmann ist Preisträgerin zahlreicher bedeutender internationaler Wettbewerbe:
- 2. Preis und Sonderpreis für "Ausgezeichnete Bach-Interpretation; Kutna Hora (Tschechien, 1986)
- 2. Preis und „Villa-Lobos-Medaille“ beim „Heitor-Villa-Lobos“-Wettbewerb; Esztergom (Ungarn, 1987)
- 1. Preis, Tonger-Wettbewerb (Köln, 1992)
- 3. Preis, Gitarrenwettbewerb von Gargnano (Italien, 1993)
- 2. Preis, Internat. Gitarrenwettbewerb (Wien, 1998)
- Wettbewerb des Deutschen Musikrates (Bonn, 1992)
- Stipendiatin und Nominierung zur 37. Bundesauswahl „Konzerte Junger Künstler“ (1993/94)